# 百合星人ナオコサン
『百合星人ナオコサン』（ゆりせいじんナオコサン）は、kashmir（カシミール）の漫画作品。『月刊コミック電撃大王』で2005年5月号から2014年4月号まで連載。掲載誌ではほぼ毎回巻末に1話6頁で掲載された。単行本全5巻。「百合星」からやってきた宇宙人ナオコサンが引き起こす騒動を、シュールな言語センスや百合、BL、幼女といった独特のネタを中心に描いたギャグ漫画である。

## 主な登場人物
担当声優はOVA版のもの。
ナオコサン
声 - 新井里美
主人公。地球外の「百合星」からやって来て、地球総百合化による征服を目論む「百合星人」。しかし、大きな耳以外は外見上地球人と変わらない。メイド服風のスタイリッシュなコスチュームを着用することもあるが、ジャージ姿でずぼらに過ごすことが多い。うやむやな過程で、地球人少女・みすずの家の居候となり、みすず宅の屋根上に奇怪なバラックを増築して住み着いている。
エロと幼女を愛し、特に「幼女」への極端なこだわりを示す。めちゃくちゃな言動を発しては即刻行動に移し、更には多種多様な不思議メカを繰り出してトラブルを大きくして行く。肝心の「百合」に関してはほとんど語らず、はたして愛しているのかどうかすらも不明。自己矛盾・言行不一致も何ら意に介さない無神経なトリックスター。
黒ナオコサン
ナオコサンそっくりな外見のコピーロボット。常に黒のキャミソールのみを着用し、素足で、虚ろな視線を浮かべて穏やかな態度で淡々と言葉を発する、ナオコサンとは正反対のキャラクター。バラック内で大量のテレビを一日中眺め、いやらしいシーン（ナオコサン基準）が映ると本物のナオコサンの脳に画像をテレパシー伝送するのが仕事。彼女の登場するエピソードやシーンの多くは、夢か現実か判断できないような異次元での事象のように扱われ、通常の世界とはほとんど交錯しない。

みすず
声 - 原嶋あかり
茉莉野女子学園中等部に通う女子中学生で、ナオコサンと並ぶ副主人公。苗字は「戸隠」。
本作におけるツッコミ役。非常に無口で清楚な少女で、他のキャラと違って台詞が吹き出し内に書かれない。遠方への留学から帰ってきたはずの姉・奈緒子の代わりに自宅に住み着いてしまったナオコサンに、日々振り回されている。「廃墟趣味」があり、廃線・廃建築物などを散策・観賞するのが好き。
みすずロボ
ナオコサンが柊ちゃんの劇練習用に作ったコピーロボットで、33話から登場、以後もみすず宅に同居する。外見、体格や身体組成などは一切みすずと瓜二つながら、若干天然ボケ気味の目付きと、胸元に装備されたカセット挿入口、および上腹部に装備されたカセット取り出しレバー で判別できる。服装は体操着にブルマ姿。専用カセットを交換することで、古典落語も意味不明なアメリカンジョークも喋る能力があるが、CPUのスペックはわずか8bitで、頭脳に過負荷をかけるとすぐ過熱でダウンする。充電所要時間（だらだらと寝ている時間）が長く、電力消費が異常に多い。基本的に極めて無能なロボットで、ナオコサン／黒ナオコサンとは逆に、人間のみすずよりも多弁で人間らしい言動を示し、生みの親のナオコサン並に怠惰、ぼろを出すたび出まかせの詭弁で相手を煙に巻いて誤魔化そうとする。

涼太（りょうた）
声 - 國分優香里
みすずの弟で、小学生の男の子。「幼女」「少女」でないためか、ナオコサンからの扱いは専らいじられ役で、時には宇宙へとばされてしまうなどトラブル被害を受ける。シスコンで姉のみすずには非常に懐いているが、日頃から無邪気すぎる言動が災いして、温厚なみすずにすら殴られることがある。気弱なため、学校で女子たちに軽いいじめに遭っているが、一方で周囲の女の子たちからは人気もある。
柊ちゃん（ひいちゃん）
声 - 野中藍
みすずのクラスメイトの眼鏡っ娘で、お金持ちの家のお嬢様。性格は明るく素直だが、宇宙人や宇宙の神秘といった得体の知れない事物を好み、ナオコサンに理不尽に振り回されても、無茶な事態をあっさりと受け入れてしまうため、親友のみすずをもあきれさせる。初対面時より、ナオコサンにはずっと「メガネ」呼ばわりされ、眼鏡の付属物のごとく扱われている。みすずに対しては友情とも恋情ともつかない強い執着を抱いている。
彩ちゃん（あやちゃん）
涼太のクラスメイトのツンデレ女子。涼太をいじめているらしいが、しじゅう罵りつつも結局は涼太のことが好きで、遠足では密かに涼太用の弁当を作り、また時には家に勝手に上がり込むストーカーまがいの行為にまで走ってしまう。
青木さん（あおきさん）
涼太と彩ちゃんのクラスメイトである女子。クラスの男子みんなにバレンタインのチョコを配ったり、遠足で弁当を忘れた涼太に、自分の弁当の一部を与えようとするなど、表向きはやさしい良い子だが、裏ではターゲットとした彩ちゃんにさまざまな形で干渉、涼太にアプローチをかけて見せて嫉妬を煽るなど、常に謎めいた笑みを絶やさず、真意を明かすことはない。
お母さん（おかあさん）
声 - たなか久美
みすず・涼太の母。名前は不明。単身赴任で不在な夫（作中、一度も姿を見せたことがない）に代わって家を守る優しい主婦だが、極度に天然系な性格の持ち主で、常に目を細めたまま、のんきな微笑を崩さない。
アヤコサン
ヤオイ星から来たヤオイ星人で、19話登場以来の常連キャラクター。地球総BL化による支配と征服を目論み、ナオコサンをライバル視するが、ナオコサンには「ヤオイ星人」という呼び方すら覚えて貰えない。眼鏡をかけた長い髪のスレンダーな長身女性 で、ナオコサン同様、耳の大きい事を除いては地球人と外見は変わらない（耳は気分に応じて動く）。ライトなゴスロリ風コスチュームをまとうことが多い。自らBL漫画・小説を執筆する腐女子。
邪神ちゃん（じゃしんちゃん）
17話で登場。ナオコサンの人工衛星レーザー光線が海底に誤射されたため、封印されていた海底の神殿から抜け出て上陸してきた古代の邪神で、人を襲う巨大頭足類の怪物。直後のナオコサンの誤射で海の家がレーザー破壊されたため、成り行きでナオコサン一行と共に海の家再建に協力するという展開となり、翌18話ではその能力で（ナオコサンいわく）「雑誌の性格に配慮したビジュアル」である日焼けした大人しい水着幼女に変身。なぜか同人誌がよく売れる海の家で同人誌に触れたのがきっかけで、深海魚同士をカップリングした同人誌を描く「海底の同人作家」となる。
アキコサン
68話で登場したアヤコサンの姉のヤオイ星人。長い髪と長身は妹のアヤコサン同様だが、鋭い目付きと豊かなバスト、セクシーなコスチュームで妹に大きく差を付けたクールビューティ。胸元には大きな鈴をぶら下げる。ヤオイ星でも「上位3ケタに入る」エリートの一人で、ヤオイ星の特殊能力値指標「C2（ちゅうに）レベル」が高い。その証である「翼」を背に生やし、どこでも異空間と直結できるアイテム「天使の輪（ヤオイヘイロー）」を使う能力がある。態度は自信過剰で横柄。アヤコサンの地球征服がさっぱり進まない様子を心配して母星から地球にやってきたが、その後はアヤコサン宅の居候となる。
奈緒子（なおこ）
声 - 森谷里美（アニメ文庫）
みすずの実の姉。優しく知性のある清楚な女性で相当以前から留学しており、長く帰宅していない。第4話のみすずの回想では、奈緒子の帰宅予定だった日になぜかナオコサンが現れ、姉を名乗って「まあいいじゃないか」と居座ってしまった経緯が語られる。柊ちゃんの「百合星に留学したのでは」という説にナオコサンが適当に同意したままうやむやになり、以降も消息不明であったが、終盤の展開で彼女とみすずに関わる重大な秘密が明かされる（ただしその結末の真偽は定かでない）。
ちかん星人
声 - 坂巻学

## 備考
- タイトルには百合とあるが、ボーイズラブ（BL）ネタや男の娘ネタ、男性系の下ネタ、異性に興味を持つ女の子が頻繁に登場する。また一方では、小学生以下の幼女たちが大量のモブキャラとして登場する。
- レトロゲームやマイナーな漫画からのネタ・タイトル引用やパロディ、ホーロー看板や廃墟描写に代表される昭和レトロ趣味、鉄道趣味などを引いた小ネタ画も多い。
- 本作第14話には同じくkashmir著の4コマ漫画『○本の住人』の主人公「のりこ」と「ちーちゃん」が、第34話には同作の「のりこ」とその「兄」が、それぞれ1コマ出演して以降複数回にわたり登場している。また、本作第39話では、同作者の「デイドリームネイション」の登場人物・小岩井知「春も1コマ登場しており、以降も同作のキャラクターが複数回登場している。
- 2007年に台湾国際角川書店で中文翻訳された第1巻が『百合星人奈緒子美眉』の題名で刊行された。
- 連載作品の休載が多い「電撃大王」誌において、本作は連載開始以降休載せずに毎号掲載されて6年以上続いた初めての作品である[9]。最終的に2014年4月号まで9年間にわたり完結まで休載がなかった。

## 単行本
- kashmir『百合星人ナオコサン』メディアワークス（のちアスキー・メディアワークス、KADOKAWA）、全5巻
  1. 2006年12月25日発行、ISBN 4-8402-3699-2
  2. 2008年12月10日発行、ISBN 978-4-04-867503-1
  3. 2010年12月18日発行、ISBN 978-4-04-870208-9
  4. 2012年3月27日発行、ISBN 978-4-04-886498-5
  5. 2014年4月26日発行、ISBN 978-4-04-866483-7
- 中文版『百合星人奈緒子美眉』台湾角川
  1. 2007年12月20日発行、ISBN 978-986-174-551-0

## 主題歌
アニメーション化されていないうちに「MOSAIC.WAV」製作による電波ソング調のオリジナル主題歌が作られ、これを収録した特典CDが単行本1・2巻初回版に同梱されていた。作品内で「不可能」とネタにされていた「アニメ化」は、単行本第3巻初回特典でに実現している。

### 第1巻
単行本初回版に特典CDが付属。発売時点では別にアニメ化はされていない。
- 主題歌『百合星人ナオコサン』楽曲提供 / MOSAIC.WAV、歌 / み〜こ、作詞・作曲・編曲 / 柏森進
  - シューティングゲーム音楽風のハイテンションなサウンドで電波系の歌詞が展開されるナンバー。のちのアニメ化にあたっても主題歌として用いられた。[10]
- 挿入歌『百合星式おゆうぎうた』楽曲提供 / MOSAIC.WAV、歌 / ゆり組のみ〜こたち、作詞・作曲・編曲 / 柏森進
  - 童謡のようなのどかなサウンドながら、み〜この声のオーバーダビングとエフェクトにより、幼稚園の女児たちが音程はずれに合唱しているような歌唱に仕立てられ、しかも「幼女」というフレーズが歌詞中31回、さらに台詞中に2回の合計33回登場する。

### 第2巻
単行本初回版に特典CD-ROM(主題歌はオーディオCD)が付属。相変わらず発売時点ではアニメ化されていない。デスクトップアクセサリー『LOLICLOCK』は、「幼女キャラクターたちが時間を知らせる」という珍品。
- 第2期シーズン主題歌『NAOKO-THUNDER VERNIER II ～幼女期の終わり～』(オリジナルカラオケ付き) 楽曲制作 / MOSAIC.WAV、歌 / み～こ、作詞・作曲・編曲 / 柏森進
- Win&Mac用デスクトップアクセサリー『LOLICLOCK』　ソフト制作 / hirahira.net
  1. Windows 2000/XP/Vista CPU:Intel Pentium 4以上 / メモリ:256MB以上 / 要DirectX 9.0
  2. Mac OS X10.4以降 CPU:Intel製のみ / メモリ:256MB以上

## OVA
2010年12月10日発売の第3巻同梱DVDに約6分のアニメが収録されたほか、アニプレックスとufotableが出がける「アニメ文庫」レーベルの第1期作品として2011年11月5日より1週間限定プレミア上映のほか、2012年2月15日にBlu-rayおよびDVDが発売。

### スタッフ
※いずれも共通
- 原作 - kashmir『百合星人ナオコサン』（『月刊コミック電撃大王』連載）
- 監督・キャラクターデザイン・脚本・絵コンテ・演出・作画監督・原画 - 竹内哲也
- 色彩設計・色指定・仕上検査 - 千葉絵美
- 美術監督・背景 - 三宅昌和
- 撮影監督・撮影 - 吉川冴
- 音楽 - MOSAIC.WAV
- 音響監督 - 岩浪美和
- 編集 - 神野学
- ラインプロデューサー - 鈴木麗
- 制作プロデューサー - 近藤光
- アニメーション制作 - ufotable
- 製作 - アニプレックス、ユーフォーテーブル、クロックワークス

### 主題歌（アニメ文庫）
- オープニングテーマ「百合星人ナオコサン」MOSAIC.WAV
- エンディングテーマ「フォトンベルト観光ホテル」MOSAIC.WAV